# Homberg (bei Lauterecken)
Homberg ist eine Ortsgemeinde im Landkreis Kusel in Rheinland-Pfalz. Sie gehört der Verbandsgemeinde Lauterecken-Wolfstein an.

## Geographie
Homberg liegt im am Rand des Nordpfälzer Berglands in der Westpfalz. Im Südwesten befindet sich der Ortsteil Schönbornerhof, im Norden Langweiler und im Osten Herren-Sulzbach. Westlich liegt der Truppenübungsplatz Baumholder. Zu Homberg gehört auch der Wohnplatz Schönbornerhof.

## Geschichte
Der Schörnbornerhof wurde 1290 erstmals urkundlich erwähnt, Homberg im Jahr 1319. Der Ort gehörte zur Wild- und Rheingrafschaft. Darauf verweist der rote Löwe im Wappen.
Im Jahre 1816 kam der Ort zum Fürstentum Lichtenberg, einer neugeschaffenen Exklave des Herzogtums Sachsen-Coburg-Saalfeld beziehungsweise ab 1826 des Herzogtums Sachsen-Coburg und Gotha. Mit diesem fiel er 1834 an Preußen, das aus diesem Gebiet den Landkreis Sankt Wendel schuf. Nach der Abtrennung des Hauptteils an das neugeschaffene Saargebiet entstand 1920 der Restkreis Sankt Wendel-Baumholder, zu dem der Ort bis 1937 gehörte, als er in den Landkreis Birkenfeld eingegliedert wurde. 1969 wurde er in den Landkreis Kusel umgegliedert.
Durch das rheinland-pfälzische „Landesgesetz über die Auflösung des Gutsbezirks Baumholder und seine kommunale Neugliederung“ vom 2. November 1993 (GVBl, S. 518) wurde die bis dahin zum Landkreis Birkenfeld gehörende Gemarkung der früheren Gemeinde Ilgesheim am 1. Januar 1994 in die Ortsgemeinde Homberg umgegliedert.

## Politik

### Bürgermeister
Marc-Steffen Risch wurde am 23. Juli 2019 Ortsbürgermeister von Homberg. Bei der Direktwahl am 26. Mai 2019 war er für fünf Jahre gewählt worden. Seine Vorgängerin war Anita Gräßer. Risch wurde im Juni 2024 wiedergewählt.

## Wirtschaft und Infrastruktur
Im Norden verläuft die Bundesstraße 270. In Lauterecken ist ein Bahnhof der Lautertalbahn.